# Lorraine Bracco
Lorraine Bracco (ur. 2 października 1954 w Nowym Jorku) – amerykańska aktorka, znana przede wszystkim z roli dr Jennifer Melfi w serialu Rodzina Soprano.
Za rolę Karen Hill w filmie Chłopcy z ferajny została w roku 1990 nominowana do Oscara w kategorii „aktorka w roli drugoplanowej”.
Bracco urodziła się w Brooklynie, a dorastała w Hicksville na nowojorskiej wyspie Long Island.
W tamtejszej szkole podstawowej zdobyła tytuł „najbrzydszej dziewczyny w 6. klasie”. W 1974 roku w wieku 20 lat przeniosła się do Francji, gdzie została modelką Jean-Paula Gaultiera. W Europie zagrała też swoje pierwsze role filmowe (m.in. w znanym też w Polsce serialu Komisarz Moulin). W latach 80. wróciła do USA.
Biegle mówi po francusku i włosku. 
Jej pierwszym mężem był Daniel Guerard, z którym ma córkę Margaux. Następnie Lorraine była żoną Harvey Keitela, a później Edwarda Jamesa Olmosa. Bracco wszczęła pięcioletni bój w sądzie o przyznanie jej prawa do opieki nad jej córką Stellą z małżeństwa z Keitelem. Koszty procesu, który zakończył się w 1999 roku, przyczyniły się do jej bankructwa. W marcu 2002 roku rozwiodła się z Olmosem. Po kolejnym nieudanym związku Bracco spotyka się z Jasonem Cipollą.
Odzyskała stabilność finansową dzięki sukcesowi "Rodziny Soprano".

## Role
- Osaczona (1987)
- Chłopcy z ferajny (1990)
- Switch (1991)
- Ślady czerwieni (1992)
- Marzyciele, czyli potęga wyobraźni (1992)
- Uzdrowiciel z tropików (1992)
- I kowbojki mogą marzyć (1993)
- Rodzina Soprano (1999–2007)
- Partnerki (2010–2016)